# Femme d'Afrique centrale
Femme d'Afrique centrale, dite aussi Jeune fille BÂ KONGO, est une œuvre du sculpteur anglais Herbert Ward (1863-1919), conservée au Musée d'Orsay (Paris).

## Histoire
Ce buste d'un femme a été sculpté par Ward - africaniste, illustrateur et explorateur anglais - d'après l'un de ses dessins, réalisés pendant qu'il accompagnait l'expédition d'Henry Morton Stanley en Afrique centrale. Il a voyagé aussi le long du fleuve Lohale (ou Aruwimi), une rivière de l'actuelle République démocratique du Congo qui coule dans le nord et dans le nord-est de ce pays.  
Stanley était le représentant officiel de Léopold II au Congo. Son comportement brutal fut critiqué en Angleterre et lui valut le surnom africain de « Bula Matari » (« celui qui fend les rochers »). 
En 1884, Ward a rencontré Stanley à Londres et il a passé les deux années suivantes à explorer le Bas et le Haut-Congo. A Yambuya, au bord de l'Aruwimi, Ward est demeuré quatorze mois. Entretemps, deux officiers et une centaine de porteurs sont morts de fièvres ou d'accidents.
Sur son expérience d'explorateur, Herbert Ward publia deux livres: Five years with the Congo cannibals et en 1910 A voice from the Congo : comprising stories, anectodes, and descriptive notes, qui contenait des photographies des lieux visités et des sculptures qu'il avait réalisées, selon les croquis qu'il avait apportés d'Afrique.
Parmi les photographies, il y avait celle de la Femme d'Afrique centrale, avec cette légende : « Bust of Bakongo girl (Musée du Luxembourg, Paris). From a bronze by the Author » (« Buste d'une jeune fille Bakongo (Musée du Luxembourg, Paris). D'un bronze de l'auteur »).

### Expositions
- 1901 : Salon des artistes français (exposé un exemplaire en plâtre de la Femme d'Afrique centrale).
- 1902 : Salon des artistes français (exposé un exemplaire en bronze de la Femme d'Afrique centrale)[5].
- 26 mars 2019-21 juillet 2019 : Le Modèle noir, de Géricault à Matisse, Musée d'Orsay, Paris.

## Images

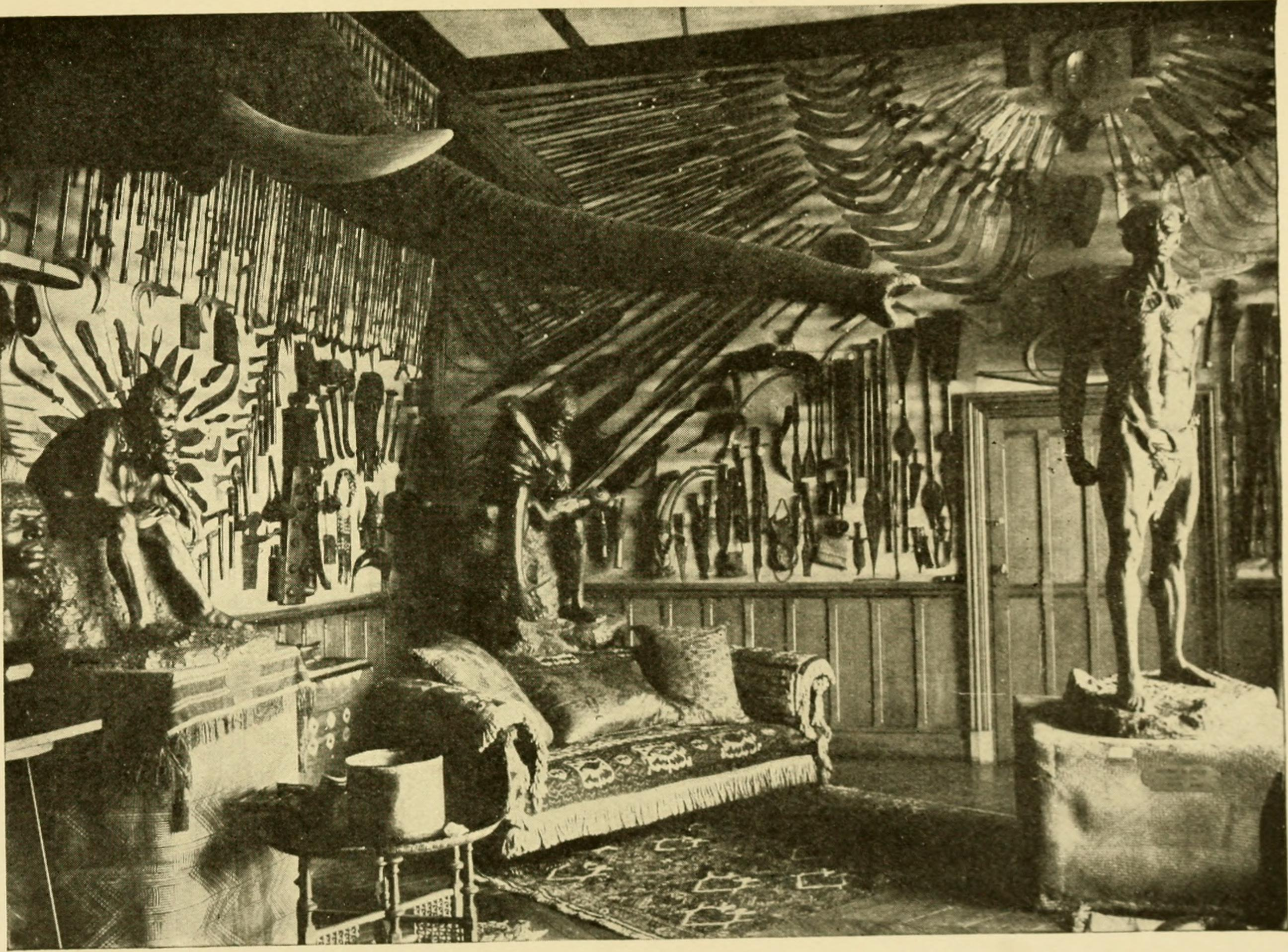
Foto de la cabanne de Ward au Congo, dans A voice from the Congo (1910)
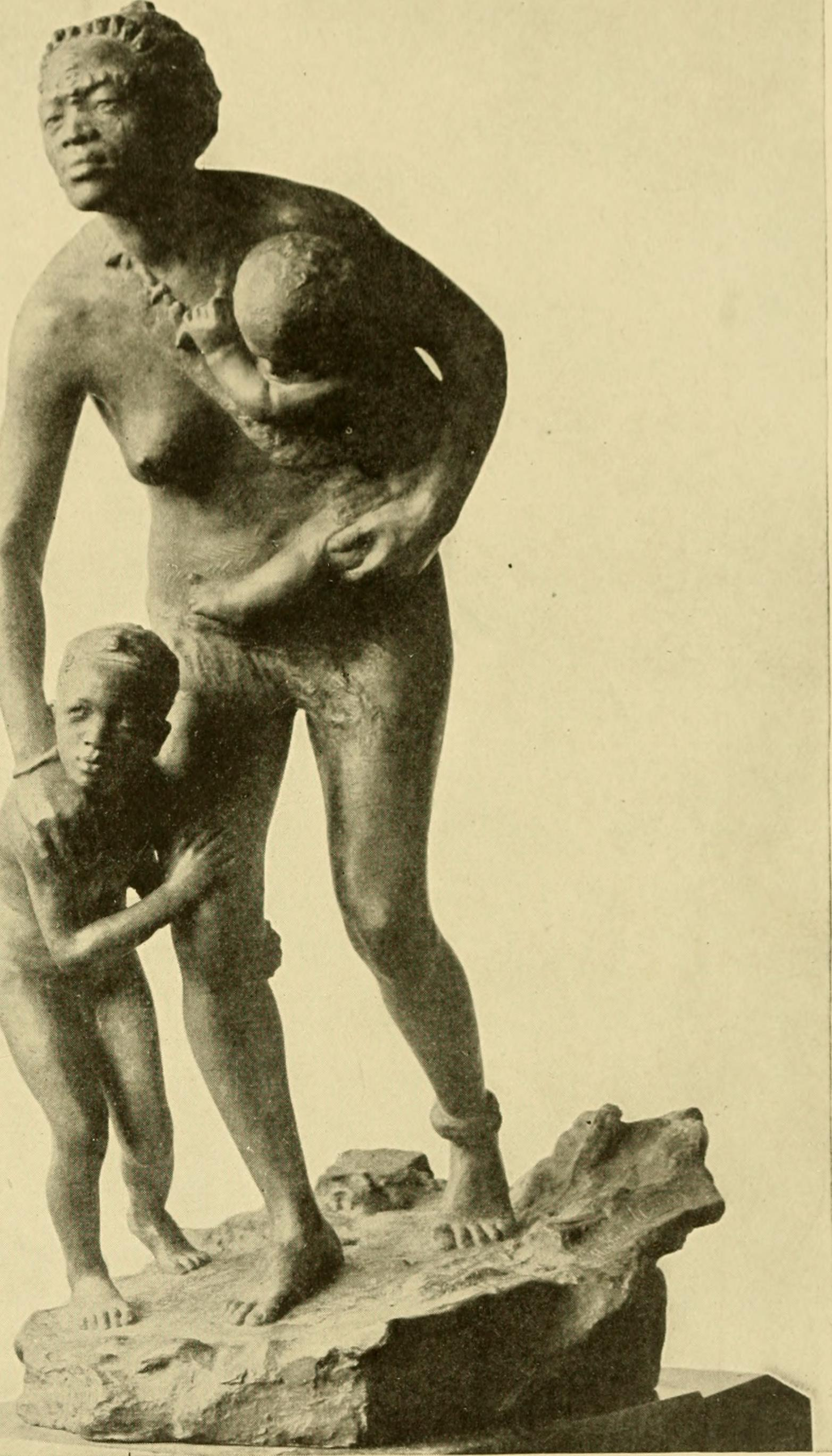
Ward, A Congo group. From a bronze group by the Author, dans A voice from the Congo, 1910
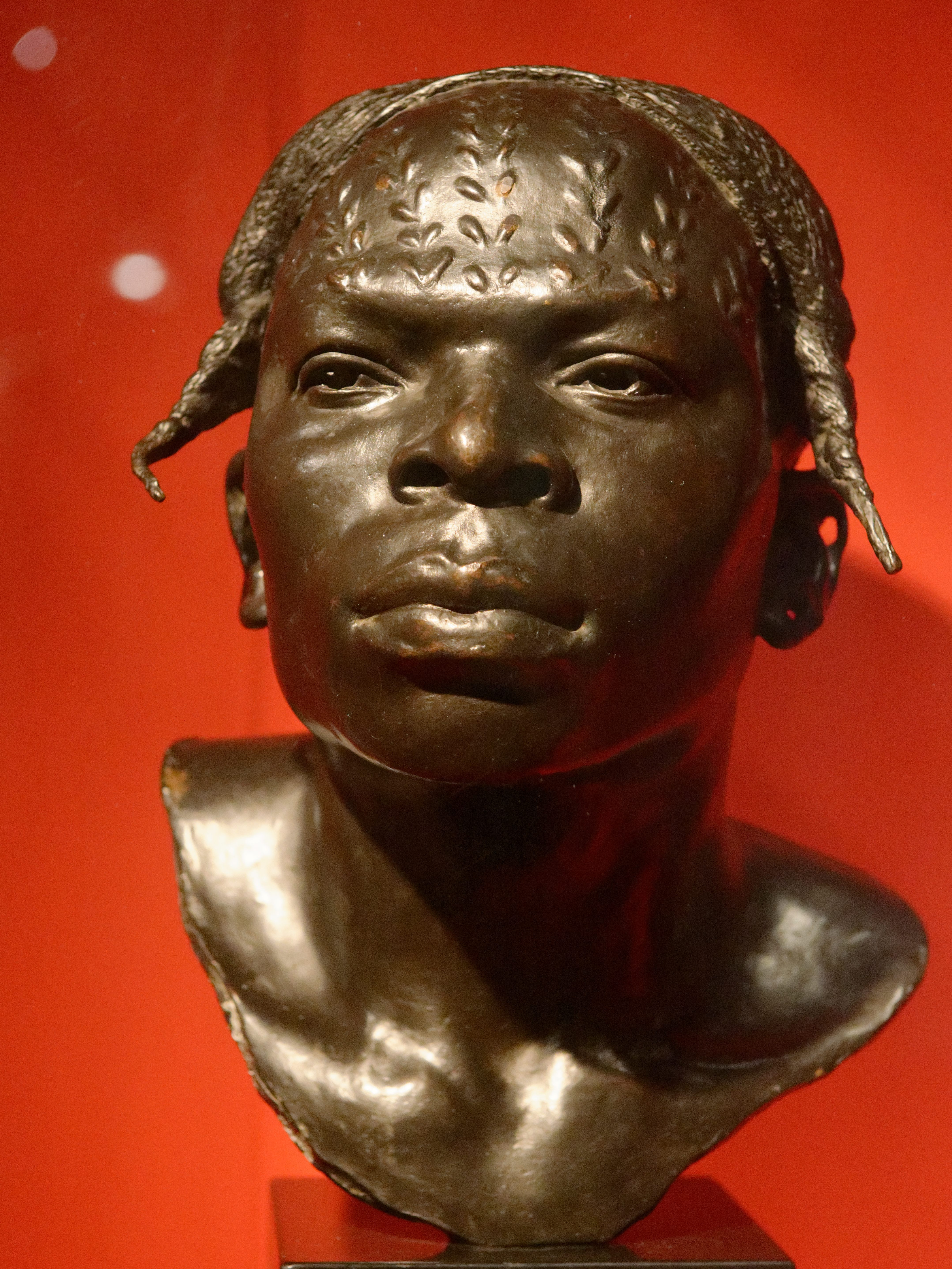
Ward, Un indigène Aruwimi
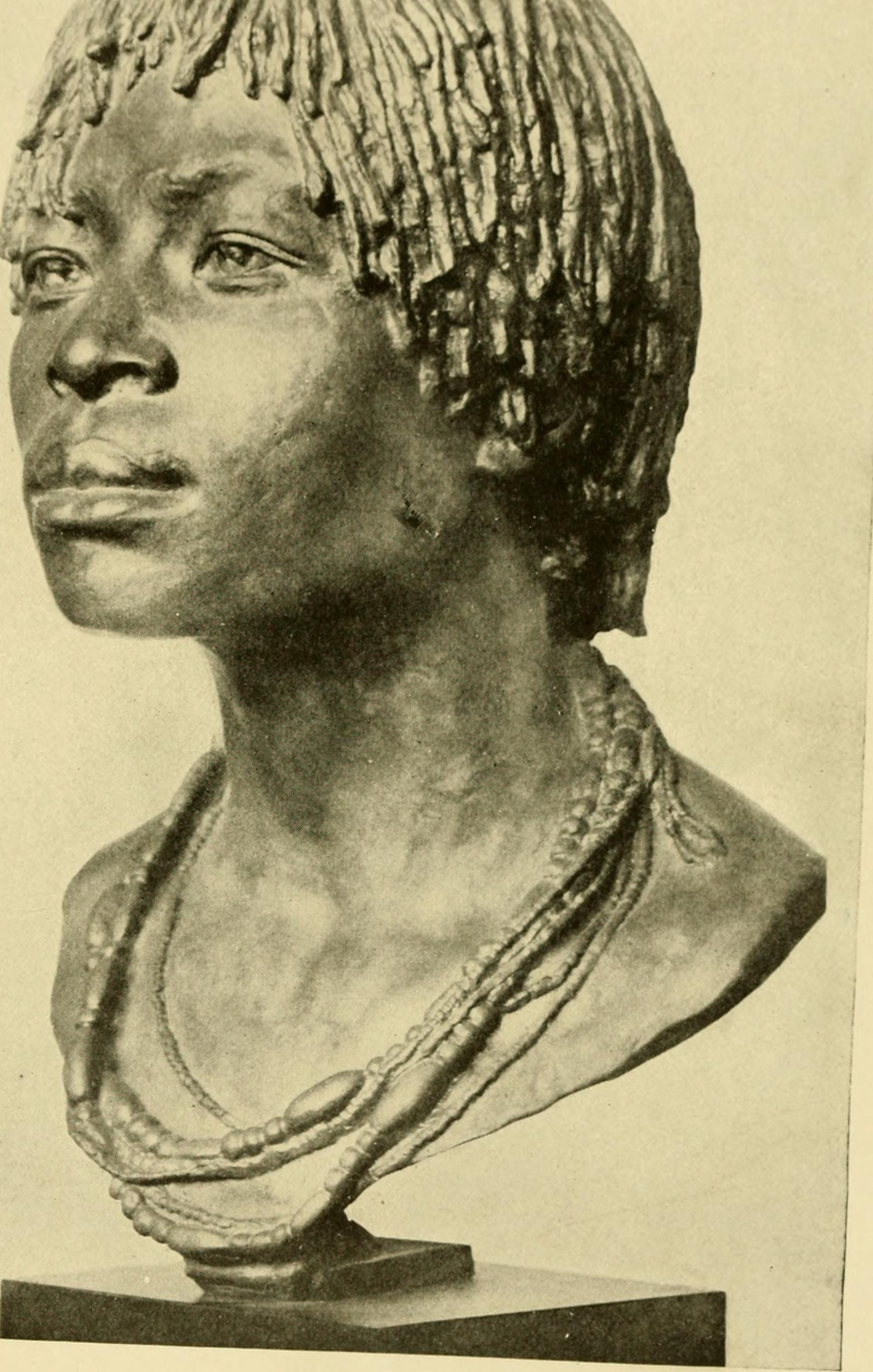
Ward, Femme d'Afrique centrale, dans A voice from the Congo, 1910
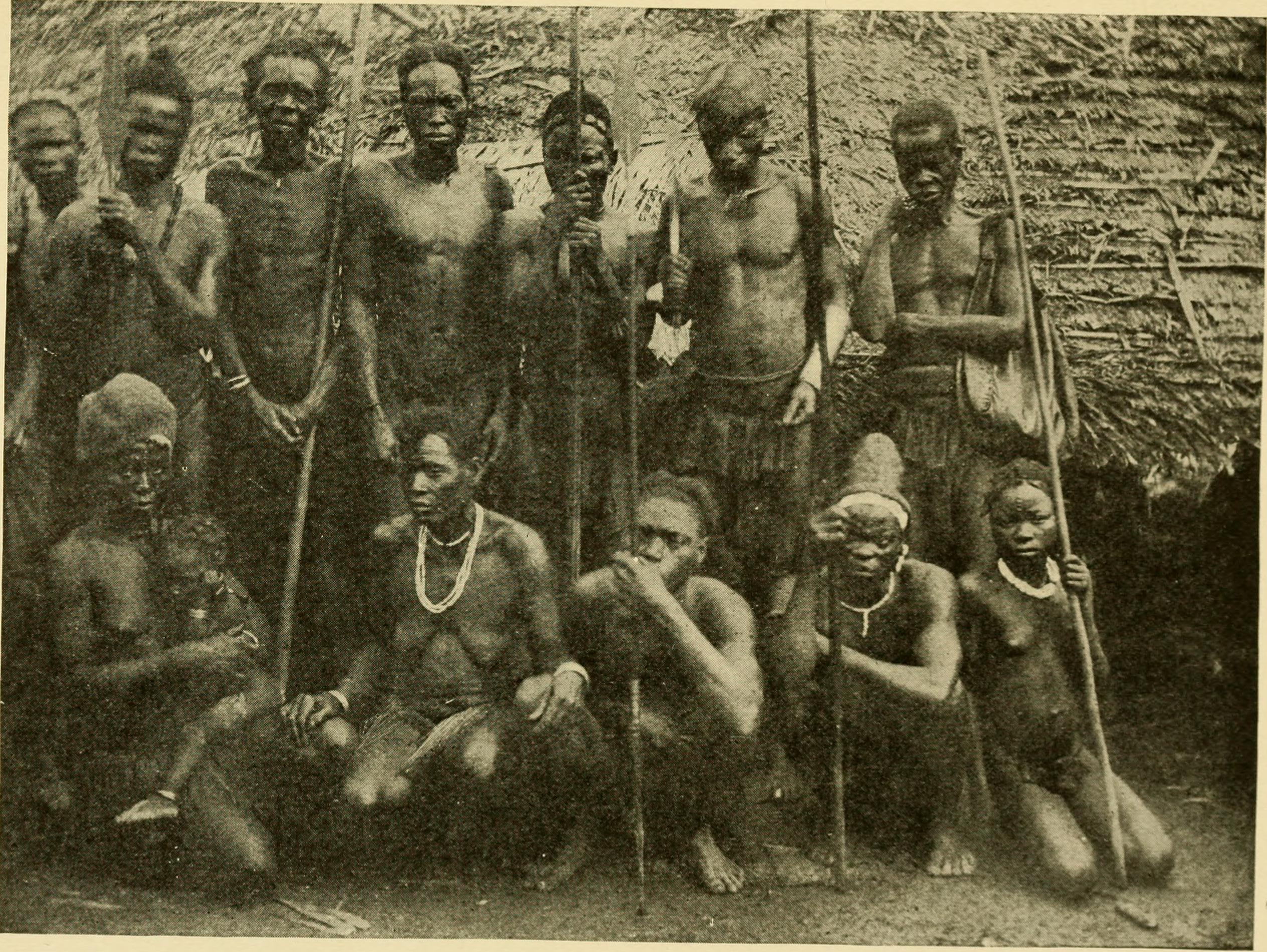
Foto, dans A voice from the Congo, 1910